# Jean de Dieu Soloniaina
Jean de Dieu Soloniaina Razanadrakoto (ur. 26 lutego 1974) – madagaskarski bokser.
Brał udział w igrzyskach w 2008, na których wystąpił w wadze lekkiej (do 60 kg). Odpadł w pierwszej rundzie przegrywając z Francisco Vargasem z Meksyku 2:9. Był chorążym reprezentacji Madagaskaru na tych igrzyskach. Jest najstarszym madagaskarskim olimpijczykiem. Na igrzyska zakwalifikował się po wygraniu drugiego afrykańskiego turnieju kwalifikacyjnego. W finale pokonał Nigeryjczyka Rasheeda Lawala 9:2.